# Diofant l'àrab
Diofant l'àrab (en llatí Diophantus, en grec Διόφαντος) fou un àrab que va viure sempre a Atenes, on va estar al front de l'escola dels sofistes. Fou contemporani de Proeresi (Proaeresius), al que va sobreviure, i del que va fer l'oració del seu funeral el 368.